# Esther Young
Esther Young, (anche Esther Jones o Hester Jones) (Londra, 14 febbraio 1717 – Londra, 6 giugno 1795), è stata un contralto inglese e la moglie dell'editore musicale Charles Jones. 

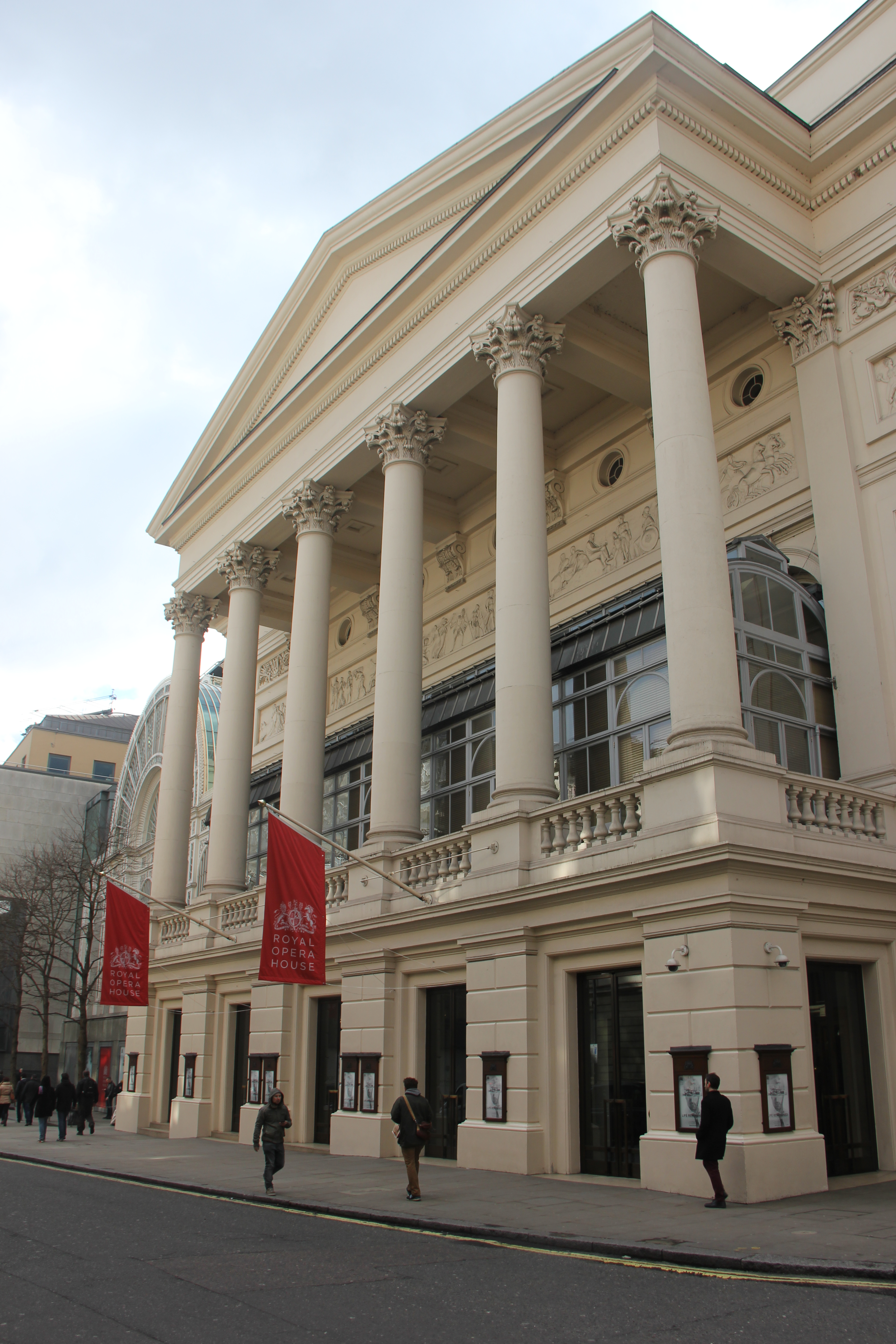
Royal Opera House

Faceva parte di una nota famiglia inglese di musicisti che ha comprendeva diversi cantanti professionista ed organisti nel corso del XVII e XVIII secolo..

## Biografia
Esther Young è nata il 14 febbraio 1717 nella zona di Covent Garden di Londra. Sia il padre, Charles Young che suo fratello, Anthony Young, erano ben noti organisti e compositori minori. Cecilia, la figlia più giovane dei quattro, sorella maggiore di Esther, era una dei più grandi soprani inglesi del XVIII secolo e la moglie del compositore Thomas Arne. L'altra sua sorella maggiore Isabella era anche un soprano di successo e la moglie del compositore John Frederick Lampe. Anche se il fratello maggiore Charles era un impiegato presso il Ministero Reale del Tesoro e non un musicista professionista, le sue figlie Isabella, Elizabeth, e Polly seguirono le orme dei loro zie per diventare cantanti di successo.
Assieme alle sorelle i primi studi musicali furono con il padre, ma alla fine studiò privatamente con altri insegnanti. Ha fatto il suo debutto professionale come cantante in una serie di concerti nel 1736. L'anno seguente fece la sua prima apparizione operistica nel ruolo di Mauxalinda nella produzione originale di Lampe di The Dragon di Wantley al Haymarket Theatre. Sua sorella Isabella cantò il ruolo dell'eroina Margery nella stessa produzione ed entrambe le ragazze rimasero con lo spettacolo quando si trasferì al Covent Garden Theatre. L'opera fu un enorme successo ed andò bene per diverse stagioni. Isabella sposò Lampe proprio nel bel mezzo dell'esecuzione dello spettacolo.
Esther ha continuato ad apparire in varie produzioni per i successivi quattro decenni, per lo più al Covent Garden. È apparsa in diverse opere liriche di Lampe e ha interpretato Lucy nell'L'opera del mendicante di John Gay per molti anni. Nel 1744 ha cantato Giunone e Ino nella prima mondiale di Semele di Händel e nel 1750 ha cantato il ruolo di Ercole nella prima mondiale del La scelta di Ercole (Händel) di Händel. Alcuni riferimenti hanno indicato che andò con la sorella Cecilia Young e suo marito Thomas Arne in Irlanda nel 1755, ma i resoconti delle esecuzioni dimostrano che questo è impreciso perché cantò al Covent Garden per tutta la stagione 1755-6. Infatti, Esther ha cantato in quel teatro ogni anno dal 1743 fino al suo pensionamento nel 1776. Tuttavia, verso la fine della sua carriera ha cantato in gran parte nel coro e non in ruoli singoli.

## Il declino
L'8 aprile 1762, Esther sposò l'editore musicale Charles Jones. Secondo lo storico Charles Burney, entro dicembre 1785 qualche anno dopo la morte del marito, Ester era impoverita e gravemente malata. Sua sorella Isabella Lampe si prese cura di lei durante questa momento con "incessante tenerezza" fino alla sua morte il 6 giugno 1795.